# Danmark-Norges Historie fra den store nordiske Krigs Slutning til Rigernes Adskillelse
Danmark-Norges Historie fra den store nordiske Krigs Slutning til Rigernes Adskillelse er et historisk værk på syv bind udgivet i perioden 1891-1912 af den danske historiker Edvard Holm.

## Baggrund
Edvard Holm havde i løbet af 1870'erne og 1880'erne, efter at have vendt sig fra studiet af den klassiske oldtid, udgivet en række mindre afhandlinger og artikler omhandlende Danmarks historie i det 18. århundrede. F.eks. Holbergs statsretslige og politiske Synsmaade (1879), Om det Syn paa Kongemagt Folk og borgerlige Forhold, der udviklede sig i den dansk-norske Stat i Midten af det 18. Aarhundrede (1883), Nogle Træk af Trykkefrihedens Historie (1885) og Den offentlige Mening og Statsmagten i Slutningen af det 18. Aarhundrede (1888). Hans tanke var at skrive en samlet nordens historie i perioden 1765-1814, mest på grund af Holms nyfundne interesse for A.P. Bernstorff. Men en anden historiker, kaptajn Carl Thomas Sørensen var begyndt at arbejde i samme historiske periode, med det mål for øje at skrive en almindelig Nordens historie i tidsrummet 1800-1814 som en forløber til hans allerede udgivne Kampen om Norge i Aarene 1813 og 1814 (1871). For at komme Sørensen i forkøbet begyndte Holm arbejdet på først Danmarks politiske Stilling under den franske Revolution 1791-1797, særlig med Hensyn til Sverige (1869) og Danmark-Norges udenrigske Historie under den franske Revolution og Napoleons Krige fra 1791 til 1807 som udkom i 2 bind i 1875.  I 1885-1886 udgav han værket Danmark-Norges indre Historie under Enevælden fra 1660 til 1720 som en introduktion til det kommende værk om Danmarks historie i 1700-tallet.

## Udarbejdelsen
Efter udgivelsen af denne introduktion var Holm fra 1890 udelukkende optaget af arbejdet med Danmark-Norges historie. Holm brugte fortrinsvis uudgivet arkivmateriale til værket, først og fremmest Gehejmearkivets dokumenter som efter den restriktive hovedarkivar Caspar Frederik Wegeners pension i 1882 var blevet langt mere tilgængeligt for forskere. Desuden brugte Holm arkiverne på det Kongelige Bibliotek og enkelte private . Til brug for de kulturhistoriske afsnit foretog han indgående læsning af trykt lokalhistorisk litteratur. Da Holm i sine sidste år begyndte at lide af forskellige alderdomssvækkelser, bl.a. svigtende hukommelse og problemer med at kunne gå blev han daglig fra 1913 kørt til Rigsarkivet med bil for at kunne foretage den nødvendige forskning. 

## Historisk praksis
Edvard Holms historiesyn var fortrinsvis centreret omkring undersøgelsen af den politiske og diplomatiske historie. Han har også interesse i at påvise befolkningens politiske bevidsthed i perioden, mest som den viser sig i den trykte litteratur, mens egentlig kulturhistorisk-, økonomisk-, identitets- eller socialhistorie knap nok berøres i værket. 
Som politisk og diplomatisk historie er værket dog centralt i dansk historiografi. Trods nyere studier over enkelte afsnit af 1700-tallets historie, anses Holms værk stadig som værende grundbogen om den samlede periode. Historikeren Ole Feldbæk skriver at "Holms herkuliske forskningsindsats står som den største enkeltmandspræstation i nyere danske historie, og hans sikre dømmekraft og afvejede vurderinger har betydet, at historikerne fortsat må ty til hans hovedværk som den grundlæggende skildring af 1700-tallets Danmark.". 
Til forskel fra sine forgængere anvendte Holm for størstedelens vedkommende utrykte arkivstudier som baggrund for sit værk, hvilket har været medvirkende til værkets, videnskabeligt set, lange holdbarhed.

## Værkets opbygning
Bindene er inddelt i følgende undertitler (bindets udgivelsesår står i parentes efter bindnummeret):
- Bind I (1891): Frederik IV's sidste Ti Regeringsaar (1720-1730).
- Bind II (1894): Kristian VI (1730-1746).
- Bind III1 & III2 (1897 & 1898): Under Frederik V (1746-1766).
- Bind IV1 (1902): Under Kristian VII (1766-1808) – Første Binds Første Afdeling (1766 – 15. September 1770).
- Bind IV2 (1902): Under Kristian VII (1766-1808) – Første Binds Anden Afdeling (15. Sept. 1770-1772).
- Bind V (1906): Under Kristian VII (1766-1808) – Andet Bind (1772-1784).
- Bind VI1 (1907): Under Kristian VII (1766-1808) – Tredje Binds Første Del (Styrelse og Reformer 1784 – 1791).
- Bind VI1 (1909): Under Kristian VII (1766-1808) – Tredje Binds Anden Del (Fortsættelse af Styrelse og Reformer indtil 1799. Forskjellige Samfundsforhold og indre Tilstande 1784-1799).
- Bind VII1 (1912): Danmark-Norges Udenrigske Historie I Aarene 1800 til 1814 – I. 1800-1807.
- Bind VII2 (1912): Danmark-Norges Udenrigske Historie I Aarene 1800 til 1814 – II. 1807-1814.

Edvard Holm nåede inden sin død i 1915 ikke helt at færdiggøre værket. Bind VII, som indeholder Danmark-Norges udenrigspolitiske historie i perioden 1800-1814 skulle være fulgt op af endnu to halv-bind der indeholdt den indenrigspolitiske historie i samme periode, men han nåede  knap nok at begynde på disse. I 1923 udgav historikeren Axel Linvald bogen Kronprins Frederik og hans Regering 1797-1807 som skulle udfylde rollen som de manglende bind i Holms værk, men kun første bind af de planlagte 2 udkom, da første bind blev afvist som doktordisputats ved Københavns Universitet.